# 1971年—1980年載人航天飛行列表

這是一個1971年－1980年的完整載人航天飛行列表，其中包括後間的阿波罗计划登陸任務、天空實驗室計畫及禮炮計畫。
- 紅色 表示飛行失敗
- 綠色 表示亞軌道飛行(包括飛行未能到預定軌道)
- 灰色 表示飛行曾經登月

| #  | 機組人員 | 發射                              | 居住                              | 居住                              | 返回                              | 任務簡述 |
| -- | --- | --------------------------------- | --------------------------------- | --------------------------------- | --------------------------------- | --- |
| 42 | 艾伦·谢泼德 (2) 斯图尔特·罗萨 艾德加·米切尔                                                                          | 1971年1月31日 阿波罗14号          | 月球                              | 月球                              | 1971年2月9日 阿波罗14号           | 第三次登月 登月並在月球上打高爾夫球                                                                                              |
| 43 | 弗拉基米尔·亚历山德罗维奇·沙塔洛夫 (3) 阿列克谢·斯坦尼斯拉沃维奇·叶利谢耶夫 (3) 尼古拉·尼古拉维奇·鲁卡维什尼科夫 (1) | 1971年4月23日 联盟10号            | 1971年4月23日 联盟10号            | 1971年4月25日 联盟10号            | 1971年4月25日 联盟10号            | 未能登上禮炮1號太空站 |
| 44 | 格奥尔基·多布罗沃尔斯基 维克托·帕察耶夫 弗拉季斯拉夫·尼古拉耶维奇·沃尔科夫 (2)                                       | 1971年6月6日 联盟11号             | 禮炮1號                           | 禮炮1號                           | 1971年6月29日 联盟11号            | 成功與禮炮1號(首個載人太空站)對接 返回地球時因空氣洩漏令全部宇航員喪生                                                           |
| 45 | 大卫·斯科特 (3) 阿尔弗莱德·沃尔登 詹姆斯·艾尔文                                                                      | 1971年7月26日 阿波罗15号          | 月球                              | 月球                              | 1971年8月7日 阿波罗15号           | 第四次登月 首次使用月球車 |
| 46 | 约翰·杨 (4) 肯·马丁利 (1) 查尔斯·杜克                                                                                | 1972年4月16日 阿波罗16号          | 月球                              | 月球                              | 1972年4月27日 阿波罗16号          | 第五次登月 |
| 47 | 尤金·塞尔南 (3) 罗纳德·埃万斯 哈里森·施密特                                                                          | 1972年12月7日 阿波罗17号          | 月球                              | 月球                              | 1972年12月19日 阿波罗17号         | 第六次及最後一次登月 |
| 48 | 皮特·康拉德 (4) 保罗·维兹 (1) 约瑟夫·科文                                                                            | 1973年5月25日 天空實驗室2號       | 天空实验室                        | 天空实验室                        | 1973年6月22日 天空實驗室2號       | 首次載人任務到天空實驗室計畫太空站 於太空超過1個月                                                                               |
| 49 | 艾伦·宾 (2) 杰克·洛斯马 (1) 欧文·加里欧特 (1)                                                                        | 1973年7月28日 天空实验室3号       | 天空实验室                        | 天空实验室                        | 1973年9月25日 天空实验室3号       | 於太空超過2個月 進行繁雜的科學實驗                                                                                               |
| 50 | 瓦西里·拉扎列夫 (1) 奥列格·格里戈里耶·马卡罗夫 (1)                                                                   | 1973年9月27日 联盟12号            | 1973年9月27日 联盟12号            | 1973年9月29日 联盟12号            | 1973年9月29日 联盟12号            | 在聯盟11號災難後測試新的聯盟的設計                                                                                               |
| 51 | 杰拉德·卡尔 威廉·波格 爱德华·吉布森                                                                                  | 1973年11月16日 太空实验室4号      | 天空实验室                        | 天空实验室                        | 1974年2月8日 太空实验室4号        | 於太空超過3個月 進行繁雜的科學實驗                                                                                               |
| 52 | 瓦连京·列别杰夫 (1) 彼得·克利穆克 (1)                                                                                | 1973年12月18日 联盟13号           | 1973年12月18日 联盟13号           | 1973年12月26日 联盟13号           | 1973年12月26日 联盟13号           | 第二次試驗重新設計的聯盟號capsule 天體物理觀測                                                                                   |
| 53 | 尤里·阿尔秋欣 帕维尔·罗曼诺维奇·波波维奇 (2)                                                                         | 1974年7月3日 联盟14号             | 礼炮3号                           | 礼炮3号                           | 1974年7月19日 联盟14号            | 軍事任務; 評估載人飛行的軍事應用                                                                                                 |
| 54 | 列夫·斯捷潘诺维奇·焦明 根纳季·萨拉法诺夫                                                                             | 1974年8月26日 联盟15号            | 1974年8月26日 联盟15号            | 1974年8月28日 联盟15号            | 1974年8月28日 联盟15号            | 未能登上禮炮3號太空站 |
| 55 | 阿纳托利·菲利普琴科 (2) 尼古拉·尼古拉维奇·鲁卡维什尼科夫 (2)                                                         | 1974年12月2日 联盟16号            | 1974年12月2日 联盟16号            | 1974年12月8日 联盟16号            | 1974年12月8日 联盟16号            | 系統測試以準備蘇美合作飛行 |
| 56 | 格奧爾基·格列奇科 (1) 阿列克谢·古巴列夫 (1)                                                                          | 1975年1月11日 联盟17号            | 礼炮4号                           | 礼炮4号                           | 1975年2月10日 联盟17号            | 天文觀測 |
| 57 | 瓦西里·拉扎列夫 (2) 奥列格·格里戈里耶·马卡罗夫 (2)                                                                   | 1975年4月5日 联盟18A              | 1975年4月5日 联盟18A              | 1975年4月5日 联盟18A              | 1975年4月5日 联盟18A              | 由於故障未能進入預定軌道 |
| 58 | 彼得·克利穆克 (2) 維塔利・伊萬諾維奇・謝瓦斯季亞諾夫 (2)                                                             | 1975年5月24日 联盟18号            | 礼炮4号                           | 礼炮4号                           | 1975年7月26日 联盟18号            | 研究如何長期停留在太空 |
| 59 | 阿列克谢·列昂诺夫 (2) 瓦列里·库巴索夫 (2)                                                                            | 1975年7月15日 阿波罗-联盟测试计划 | 1975年7月15日 阿波罗-联盟测试计划 | 1975年7月21日 阿波罗-联盟测试计划 | 1975年7月21日 阿波罗-联盟测试计划 | 太陽神-聯盟計畫 (ASTP); 首次美國和蘇聯的合作的載人飛行,兩國的航天器對接並交換國旗和禮物 最後的載人飛行直至1981年的哥倫比亞太空梭 |
| 60 | 托马斯·斯塔福德 (4) 文斯·布兰德 (1) 迪克·斯雷顿                                                                      | 1975年7月15日 阿波罗-联盟测试计划 | 1975年7月15日 阿波罗-联盟测试计划 | 1975年7月24日 阿波罗-联盟测试计划 | 1975年7月24日 阿波罗-联盟测试计划 | 太陽神-聯盟計畫 (ASTP); 首次美國和蘇聯的合作的載人飛行,兩國的航天器對接並交換國旗和禮物 最後的載人飛行直至1981年的哥倫比亞太空梭 |
| 61 | 鲍里斯·沃雷诺夫 (2) 维塔利·若洛博夫                                                                                  | 1976年7月6日 联盟21号             | 礼炮5号                           | 礼炮5号                           | 1976年8月24日 联盟21号            | 評估礼炮5号太空站的軍事偵察能力                                                                                                  |
| 62 | 瓦列里·贝科夫斯基 (2) 弗拉基米尔·维克托罗维奇·阿克肖诺夫 (1)                                                         | 1976年9月15日 联盟22号            | 1976年9月15日 联盟22号            | 1976年9月23日 联盟22号            | 1976年9月23日 联盟22号            | 從太空攝影地球 |
| 63 | 维亚切斯拉夫·祖多夫 瓦列里·伊利奇·罗日杰斯特文斯基                                                                   | 1976年10月14日 联盟23号           | 1976年10月14日 联盟23号           | 1976年10月16日 联盟23号           | 1976年10月16日 联盟23号           | 未能登上礼炮5号太空站 |
| 64 | 維克托·戈爾巴特科 (2) 尤里·格拉兹科夫                                                                                | 1977年2月7日 聯盟24號             | 礼炮5号                           | 礼炮5号                           | 1977年2月25日 聯盟24號            | 考察礼炮5号太空站上的空氣質量 |
| 65 | 弗拉基米尔·科瓦廖诺克 (1) 瓦列里·留明 (1)                                                                            | 1977年10月9日 联盟25号            | 1977年10月9日 联盟25号            | 1977年10月11日 联盟25号           | 1977年10月11日 联盟25号           | 未能登上禮炮6號太空站 |
| 66 | 格奧爾基·格列奇科 (2) 尤里·罗曼年科 (1)                                                                              | 1977年12月10日 联盟26号           | 禮炮6號                           | 禮炮6號                           | 1978年3月16日 联盟27号            | 首次成功與禮炮6號對接 |
| 67 | 弗拉基米尔·扎尼别科夫 (1) 奥列格·格里戈里耶·马卡罗夫 (3)                                                             | 1978年1月10日 联盟27号            | 禮炮6號                           | 禮炮6號                           | 1978年1月16日 联盟26号            | |
| 68 | 阿列克谢·古巴列夫 (2) 弗拉迪米尔·雷梅克                                                                              | 1978年3月2日 联盟28号             | 禮炮6號                           | 禮炮6號                           | 1978年3月10日 联盟28号            | 首個捷克的宇航員 首個非美國和蘇聯的宇航員                                                                                        |
| 69 | 弗拉基米尔·科瓦廖诺克 (2) 亚历山大·伊万琴科夫 (1)                                                                    | 1978年6月15日 联盟29号            | 禮炮6號                           | 禮炮6號                           | 1978年11月2日 联盟31号            | 禮炮6號機組人員輪換 |
| 70 | 彼得·克利穆克 (3) 米羅斯瓦夫·赫爾曼謝夫斯基                                                                          | 1978年6月27日 联盟30号            | 禮炮6號                           | 禮炮6號                           | 1978年7月5日 联盟30号             | Life sciences experiments, Earth observations and study of aurora borealis 首個到太空的波蘭人                                    |
| 71 | 瓦列里·贝科夫斯基 (3) 西格蒙德·雅恩                                                                                  | 1978年8月26日 联盟31号            | 禮炮6號                           | 禮炮6號                           | 1978年9月3日 联盟29号             | 首個到太空的東德人 |
| 72 | 弗拉基米尔·利亚霍夫 (1) 瓦列里·留明 (2)                                                                              | 1979年2月25日 联盟32号            | 禮炮6號                           | 禮炮6號                           | 1979年8月19日 联盟34号            | 禮炮6號機組人員輪換 |
| 73 | 尼古拉·尼古拉维奇·鲁卡维什尼科夫 (3) 乔治·伊万诺夫                                                                   | 1979年4月10日 联盟33号            | 1979年4月10日 联盟33号            | 1979年4月12日 联盟33号            | 1979年4月12日 联盟33号            | 未能登上禮炮6號太空站 首個到太空的保加利亞人                                                                                     |
| 74 | 列昂尼德·波波夫 (1) 瓦列里·留明 (3)                                                                                  | 1980年4月9日 联盟35号             | 禮炮6號                           | 禮炮6號                           | 1980年10月11日 聯盟37號           | 禮炮6號機組人員輪換 |
| 75 | 瓦列里·库巴索夫 (3) 法尔卡什·拜尔陶隆                                                                                | 1980年5月26日 联盟36号            | 禮炮6號                           | 禮炮6號                           | 1980年6月3日 联盟35号             | Materials processing, Earth observation and life sciences experiments 首個到太空的匈牙利人                                       |
| 76 | 尤里·瓦西里耶维奇·马雷舍夫 (1) 弗拉基米尔·维克托罗维奇·阿克肖诺夫 (2)                                                | 1980年6月5日 联盟T-2              | 禮炮6號                           | 禮炮6號                           | 1980年6月9日 联盟T-2              | 首次聯盟T的載人飛行 |
| 77 | 維克托·戈爾巴特科 (3) 范遵                                                                                           | 1980年7月23日 聯盟37號            | 禮炮6號                           | 禮炮6號                           | 1980年7月31日 联盟36号            | 進行繁雜的科學實驗 首個到太空的越南人及亞洲人                                                                                    |
| 78 | 尤里·罗曼年科 (2) 阿纳尔多·塔马约·门德斯                                                                             | 1980年9月18日 联盟38号            | 禮炮6號                           | 禮炮6號                           | 1980年9月26日 联盟38号            | 首個到太空的古巴人及黑人 |
| 79 | 列昂尼德·基济姆 (1) 奥列格·格里戈里耶·马卡罗夫 (4) 根纳季·斯特列卡洛夫 (1)                                           | 1980年11月27日 联盟T-3            | 禮炮6號                           | 禮炮6號                           | 1980年12月10日 联盟T-3            | 翻新禮炮6號 |